# Le Passage de la mer Rouge (Poussin)
Pour les articles homonymes, voir Le Passage de la mer Rouge.
Le Passage de la mer Rouge est un tableau réalisé en 1632-1634 par le peintre français Nicolas Poussin. De format horizontal, cette huile sur toile est une peinture chrétienne qui représente le passage de la mer Rouge par les Israélites, un épisode du Livre de l'Exode, dans l'Ancien Testament. Une commande d'Amedeo dal Pozzo pour son palais à Turin, en Italie, l'œuvre est conservée au musée national du Victoria, à Melbourne, en Australie. Son pendant, L'Adoration du Veau d'or, se trouve à la National Gallery, à Londres, au Royaume-Uni.

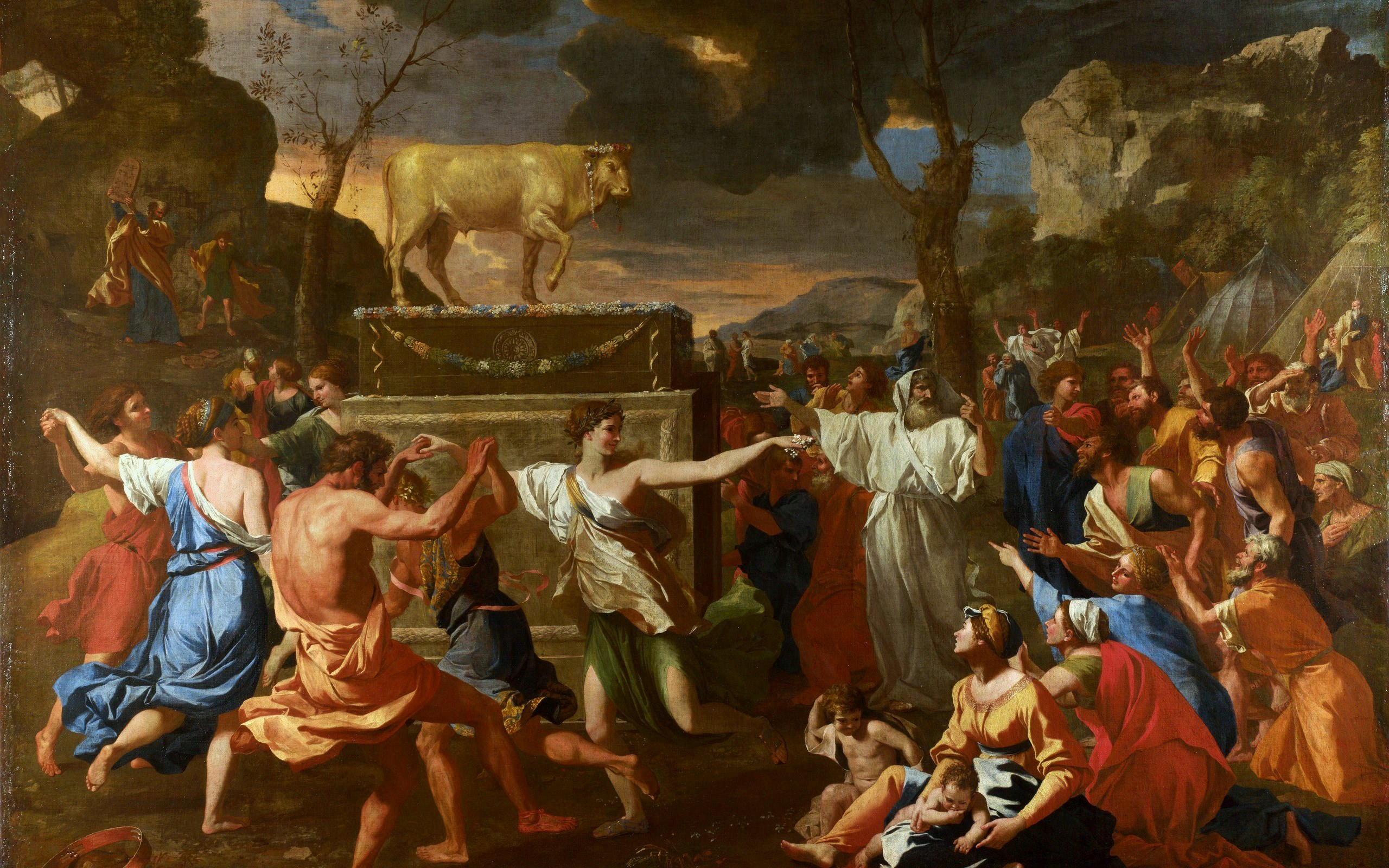
L'Adoration du Veau d'or, 1633-1634 – National Gallery, Londres.